# Verónica (telenovela)
Verónica es una telenovela mexicana producida por Valentín Pimstein para la cadena Televisa entre 1979 y 1980. Fue protagonizada por Julissa y Ricardo Blume, mientras que en el antagónico tuvo a Christian Bach y Aldo Monti, se basa en la radionovela Muchachas de hoy, historia original de la maestra de la novela rosa Inés Rodena adaptada por Vivian Pestalozzi, bajo la dirección de Fernando Chacón.

## Argumento
La trama central de la novela se basa en Verónica (Julissa), una joven y dulce maestra de un instituto para señoritas ricas. A esa escuela llega César (Ricardo Blume), un apuesto y joven maestro quien se enamora de Verónica. Este sentimiento es correspondido, pero Verónica es una mujer un poco tímida, por lo que no se atreve a confesar sus sentimientos.
En el instituto estudia María Teresa (Christian Bach), una joven rica y caprichosa quien se enamora enfermizamente de César y comete miles de locuras por ese amor. Al enterarse de que César realmente ama a Verónica, María Teresa la convierte en el blanco de sus infamias y maldades. 
Por otro lado, Federico (Aldo Monti), el padre de María Teresa, también se obsesiona locamente con ella. Padre e hija no descansan hasta separarlos; María Teresa inventa un embarazo falso para atrapar a César, que termina renunciando al amor de su vida para casarse con la perversa María Teresa. Por otro lado, Verónica termina casándose con Federico. Ahora, Verónica y César tendrán vivir en la misma casa amándose sin poder estar cerca uno del otro, ya que María Teresa y Federico harán lo imposible porque nunca estén juntos.

## Elenco
- Julissa - Verónica Vásquez Gutiérrez de Oropeza
- Ricardo Blume - César Domínguez Romero
- Christian Bach - María Teresa Oropeza Maldonado
- Aldo Monti - Federico Oropeza Murray
- Ariadne Welter - Herminia
- María Teresa Rivas - Marcelina
- Elsa Cárdenas - Leonor
- Nelly Meden - Esther
- Martha Verduzco - Katy
- Alejandra Peniche - Malina
- Yuri - Norma
- Lola Tinoco - Petrita
- Roberto Ballesteros - Lisandro
- Lupelena Goyeneche -  Domitila

## Equipo de producción
- Historia original: Inés Rodena
- Adaptación: Vivian Pestalozzi
- Jefe de producción: Rafael Banquells y Lorenzo de Rodas
- Dirección: Fernando Chacón
- Producción Ejecutiva: Valentín Pimstein

## Otras versiones
- En 1997 Televisa realizó un remake de esta telenovela titulada Sin Ti, con las actuaciones protagónicas de Gabriela Rivero y René Strickler y en al antagónico Adamari López y Roberto Vander.

De Muchachas de hoy también se han realizado otras versiones:
- Primera parte de Raquel, producida por RCTV en 1973.
- Primera parte de Abigaíl, producida por RCTV en 1988.
- Luisa Fernanda, producida por RCTV en 1998.